# Автореферат диссертации
Автореферат диссертации (от др.-греч. αὐτός — сам и лат. refero — докладываю, сообщаю) — краткое изложение основных результатов диссертационной работы на соискание учёной степени доктора или кандидата наук, составленное самим автором диссертации. Написание и распространение автореферата в обязательном порядке осуществля-лись/-ются на этапе подготовки к защите диссертации в СССР, России и некоторых других постсоветских странах. Объём текста — около 20 страниц для кандидатских и около 40 страниц для докторских работ; на практике рефераты по гуманитарным наукам оказываются немного длиннее, чем по техническим.

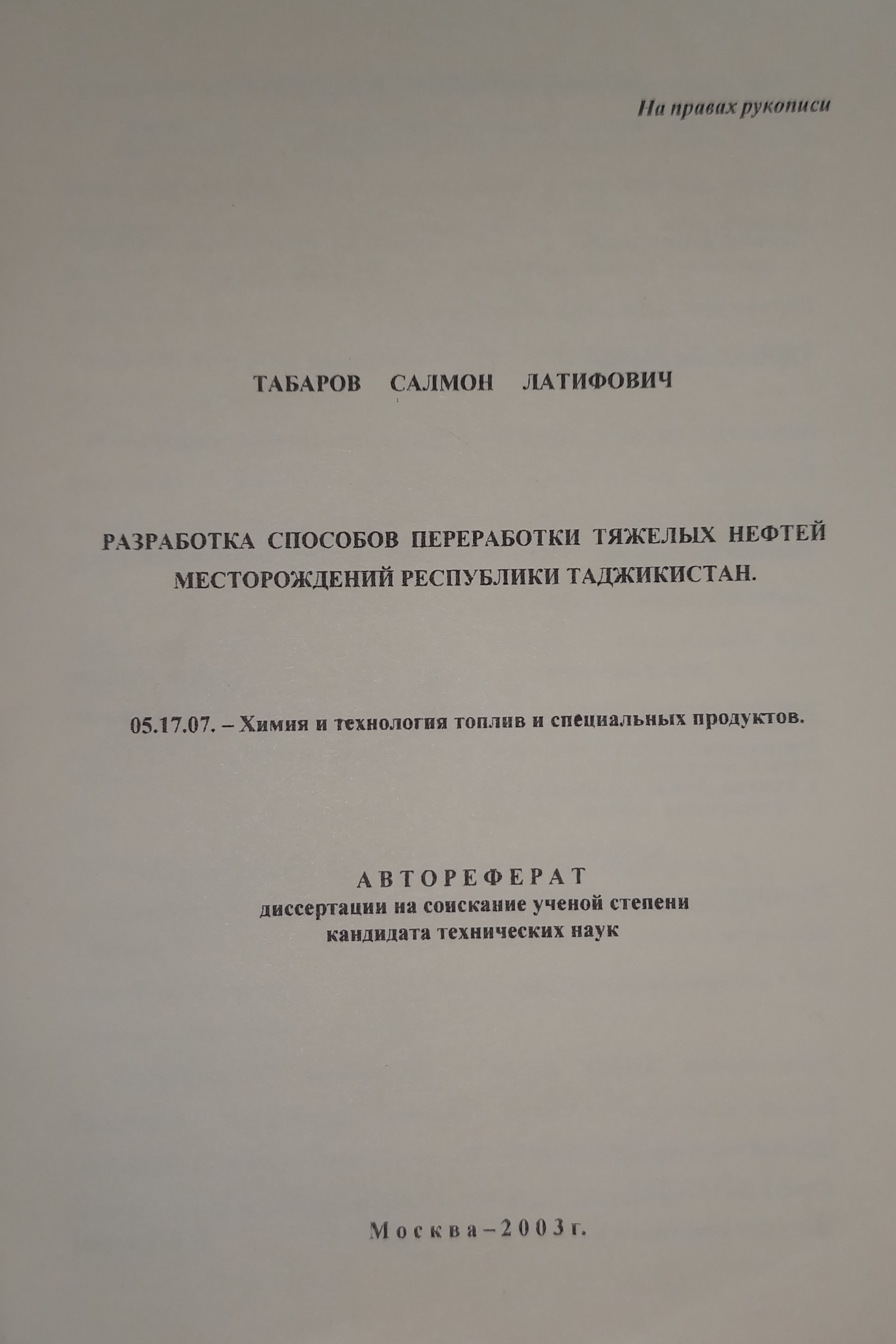
Автореферат диссертации

## Содержание автореферата
Объём, структура и содержание авторефератов определяются Высшей аттестационной комиссией. Помимо этого существует также ГОСТ 7.0.11-2011 на написание реферата научной работы, в котором изложены основные подходы к написанию реферата.
Автореферат в Российской Федерации является юридическим документом. Без него диссертация не может быть допущена к защите. Только с получением разрешения на размножение автореферата соискатель приобретает право на защиту диссертации. 9 бесплатных экземпляров автореферата каждой диссертации присылались в Российскую книжную палату, а ныне, после её реорганизации, — в филиал ИТАР-ТАСС. Всего за 2013 год в Российскую книжную палату поступили авторефераты 20000 диссертаций.
Авторефераты диссертаций предназначены для ознакомления научного сообщества с такими вопросами как
- цели исследования;
- задачи исследования;
- степень изученности проблемы;
- актуальность;
- новизна и достоверность предложенных методов и решений;
- практическая и научная значимость;
- методика исследования
- положения, выносимые на защиту;
- апробация работы и личный вклад соискателя;
- объём и структура диссертации;
- реферативное изложение содержания работы;
- список публикаций по теме работы.

Обычная структура автореферата диссертации:
1. Вводная часть. Аргументация актуальности, конкретизация объекта и предмета исследования, указание цели и задач исследования, а также сообщение формальных данных о работе (количество публикаций, длина текста, число рисунков и др.).
2. Основная часть. Собственно реферативная часть диссертации.
3. Библиографический список публикаций по теме диссертационного исследования.

## Издание и рассылка автореферата диссертации
Автореферат диссертации выпускается в виде брошюры формата А5 и рассылается за 1 месяц до даты защиты диссертации. Отзывы на автореферат диссертации направляются отдельными учёными, научными учреждениями и их структурными подразделениями в адрес совета по защите диссертаций. В настоящее время (с 2013 года), в дополнение к упомянутой рассылке, полный текст диссертации и текст автореферата размещаются до её защиты на сайте организации, при которой создан диссертационный совет. Там же размещаются все поступившие сторонние отзывы как на сам текст диссертации, так и на её автореферат. В России сторонний отзыв может быть дан только на автореферат диссертации, при этом автор отзыва может не знакомиться с полным текстом диссертации. Как правило, большинство отзывов подаётся на автореферат, что видно на примере диссертаций, защищенных за 1 год (с 01 июня 2014 года по 31 мая 2015 года) в одном из ведущих вузов России — Санкт-Петербургском государственном университете. За этот период в данном вузе было защищено 229 кандидатских диссертаций. Суммарно на авторефераты всех этих диссертаций поступило 672 сторонних отзыва (в среднем 2,9 отзыва на один автореферат). При этом на авторефераты 44 диссертаций не поступило ни одного стороннего отзыва. На сами эти диссертации поступило в сумме только 17 отзывов (в среднем 0,07 отзыва на одну диссертацию).

## Критика практики подачи отзывов на авторефераты диссертаций
Доктор исторических наук Николай Бугай в 2014 году подверг критике практику печати автореферата и предложил от неё отказаться. По мнению Бугая, отзывы на реферат, в основном, готовятся «по заказам», зачастую отзывы на автореферат своей диссертации готовит сам диссертант, а сторонний учёный просто подписывает тот текст отзыва, который ему дал диссертант. После этого отзыв направляется в диссертационный совет.